# Taizuquan

Ritratto dell' imperatore Taizu della dinastia Song

Il Taizuquan (太祖拳, Pugilato di Taizu, il Grande Antenato) è uno stile di arti marziali cinesi il cui nome fa riferimento al fondatore della dinastia Song, Zhao Kuangyin (赵匡胤), il quale assunse come nome dinastico proprio Taizu.
Di questo stile esistono due versioni: una praticata nel nord della Cina e detta anche Taizu Changquan (太祖长拳); una praticata nel sud.
Secondo Wu Bing e Liu Xiangyun il metodo di Pugilato Taizu è la quintessenza del Wuyi (武艺) Shaolin della Scuola del Nord  ed è anche detto Taiziquan (太子拳). Il Taizuquan è associato al Changquan sin dall'epoca della Dinastia Ming perché Qi Jiguang scrisse di Famiglia antica ed attuale di Pugilato, il pacifico Taizu aveva trentasei figure di Pugilato Lungo.

## Taizu Changquan
Di questo stile si trovano praticanti in Laizhou (莱州) in Shandong. 
Questo stile ha come Taolu il famoso Sanshi'er shi (三十二势) citato nel Jixiao Xinshu del generale Qi Jiguang;
Il Taizu Changquan possiede 4 Taolu:
- Yilu xiaozhanquan (一路小战拳);
- Erlu taizhanquan (二路太战拳);
- Sanlu sanzhanquan (三路散战拳);
- Silu hezhanquan (四路合战拳).

## Taizuquan in Cangzhou
Durante il regno di Kangxi (康熙, 1654-1722) il Taizuquan è stato trasmesso nell'area di Cangzhou, nella provincia di Hebei.
- Questi i Taolu a mano nuda: Yilu Taizuquan (一路太祖拳), Erlu Taizuquan (二路太祖拳), Shiba Tang Luohanquan ( 十八趟罗汉拳), Liutuijia (遛腿架), Liujiaoshi (遛脚式), Bada Ershi shi (八打二十式), Taizu Changquan (太祖长拳), Xingbuquan (行步拳) e Shier Tang Tantui (十二趟弹腿).
- Questi i Taolu con le armi lunghe: Taizugun (太祖棍), sanjiegun ( 三节棍), Shaolin gun (少林棍), shier lian qiang (十二连枪), meiuaqiang (梅花枪), Simen dadao (四门大刀), Fangbianchan (方便铲), Shuangshou dai (双手带).
- Queste le sequenze con armi corte: Meihuadao (梅花刀), Meihua shuanggou (梅花双钩), wanshengdao (万胜刀), Yingzhandao (应战刀), Qinglong jian (青龙剑), Erlang Jian ( 二朗剑), Shuang yue(双钺);
- Queste le forme di combattimento (Duilian: Duida Taizu Gun (对打太祖棍), sanjiegun jin qiang(三节棍进枪), dandao jin qiang (单刀进枪), dadao jin qiang (大刀进枪), Zimuchui Duida (子母锤对打).

## Taizuquan, Nanquan
Il Taizuquan del Sud è diffuso in particolare nel Fujian.
Ha come Taolu o forme caratteristici: Xiao simen (小四門); Da simen (大四門); Wubu (五步); Fei bagua (飛八卦); Luohanquan (羅漢拳); ecc.
Come forme con armi: Taizu gun; Meihua dao (梅花刀); shuangdao; Shier lian qiang (十二连枪); Simen dadao (四门大刀); Hu Cha (虎叉, la forca per tigri); liuxingchui; jiujiebian; Meihua qiang; mao (矛) e dun (盾); fang bian chan (方便铲); Shuangshou dan (双手带); Meihua shuanggou (梅花双钩); fang sheng dao (万胜刀).
Come Duilian: duida (對打); gun duida (棍對打); quan dui dao (拳對刀); Hu cha dui dao dun; sanjiegun jin qiang (三节棍进枪); dandao jin qiang (单刀进枪); dadao jin qiang (大刀进枪); zimu chui duida (子母锤对打); ecc.

### Video CD e DVD
- Li Chengxiang 李承祥, Shaolin Taizu Changquan Xie Taolu Xinshang 少林太祖拳械套路欣赏, ISBN CN-M23-02-325-03/V.G8
- Li Chengxiang 李承祥, Shaolin Taizu Changquan Diyi Jie 少林太祖长拳第一节, ISBN CN-M23-02-325-00/V.G8
- Li Chengxiang 李承祥, Shaolin Taizu Changquan Dier Jie 少林太祖长拳第二节, ISBN CN-M23-02-325-01/V.G8
- Li Chengxiang 李承祥, Shaolin Taizu Duangun少林太祖短棍, ISBN CN-M23-02-325-02/V.G8
- Taizu Changquan – Shaolin Zhen Gongfu 太祖长拳-少林真功夫, Qiaojiaren chubanshe, 2006,
- Shi Deyang 释德扬, Taizu Changquan – Shaolin Chuantong Gongfu Laojia Chui Pu 太祖长拳—少林传统功夫老架捶谱, Renmin Tiyu Yixiang Chubanshe, 2006
- Gao Xiang 高翔 e Yin Guojie 殷国杰, Taizuquan Sanshou 太祖拳散手, Henan Dianzi Yinxiang Chubanshe, ISRC VN-F42-03-0042-O/V.G
- Nanpai Taizuquan/ NanShaolin Wushu da guan 南派太祖拳/南少林武术大观 (Panorama delle arti marziali Shaolin del Sud/ Il Pugilato Taizu della Scuola del Sud), Henan Dianzi Yingxiang Chubanshe, ISRC CNF420300420